# Autolytus misakiensis
Autolytus misakiensis är en ringmaskart som beskrevs av Imajima 1966. Autolytus misakiensis ingår i släktet Autolytus och familjen Syllidae. Utöver nominatformen finns också underarten A. m. longilappetus.